# Petalocephala armata
Petalocephala armata är en insektsart som beskrevs av Evans 1969. Petalocephala armata ingår i släktet Petalocephala och familjen dvärgstritar. Inga underarter finns listade i Catalogue of Life.